# Acianthus ledwardii
Lan muỗi Ledward (danh pháp hai phần: Acianthus ledwardii) là một loài thực vật có hoa trong họ Lan. Loài này được Rupp mô tả khoa học đầu tiên năm 1938.